# Horisme plurilineata
Horisme plurilineata là một loài bướm đêm trong họ Geometridae.